# Stenocercus ivitus
Stenocercus ivitus är en ödleart som beskrevs av  Thomas H. Fritts 1972. Stenocercus ivitus ingår i släktet Stenocercus och familjen Tropiduridae. Inga underarter finns listade i Catalogue of Life.